# Kościół Wniebowstąpienia Pańskiego w Starym Klukomiu
Kościół Wniebowstąpienia Pańskiego w Starym Klukomiu – katolicki kościół filialny zlokalizowany we wsi Stary Klukom w gminie Choszczno, w powiecie choszczeńskim (województwo zachodniopomorskie). Należy do parafii św. Jadwigi Królowej w Choszcznie.

## Historia i architektura
Murowany z kamienia i cegły, sytuowany na planie prostokąta kościół wzniesiony został w XV wieku. Swoją dzisiejszą formę zawdzięcza w dużej mierze przeprowadzonej w połowie XIX wieku gruntownej przebudowie w duchu neogotyckim. Podczas przebudowy całkowicie przemurowano okna, obniżono też dekorowany blendami szczyt wschodni. Dostawiona wówczas także została istniejąca dzisiaj wieża.
Kościół uległ zniszczeniu w 1945 roku, odbudowano go w latach 1975–1976. Poświęcenia dokonał w dniu 19 kwietnia 1976 roku biskup Jan Gałecki.